# Pierre Lombart
Pour les articles homonymes, voir Lombart.
Pierre Lombart est un graveur français, né à Paris en 1612, mort dans la même ville le 30 octobre 1681.
Élève de Simon Vouet, il alla s’établir à Londres, où il travailla d’abord pour les libraires, et excella notamment dans le portrait.

## Œuvres

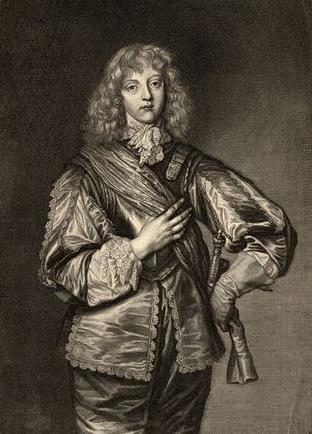
Philip Herbert (5e comte de Pembroke). Gravure de Lombart d'après Antoine van Dyck (n. d., National Portrait Gallery).

Ses principales œuvres sont : 
- Charles Ier à cheval, d’après Van Dyck (après la mort du prince, la tête de Cromwell fut, sur cette gravure, substituée à celle du roi) ;
- la série des douze portraits connue sous le nom des Comtesses de Van Dyck ;
- un portrait du Protecteur suivi d’un page ;
- Lafond, gazetier de Hollande ;
- la Duchesse d’York et Samuel Moreland, d’après Leslie ;
- Marie de Médicis ; le Duc de Vendôme ; la Nativité, l’Adoration des bergers et la Cène, d’après Poussin ;
- l’Archange Michel, d’après Raphaël ;
- la Vierge assise sur un trône, d’après Annibal Carrache ;
- Madeleine pénitente, du Titien, et enfin le
- Jésus en croix, d’après Philippe de Champaigne.